# Palmeiras do Tocantins
Palmeiras do Tocantins est une municipalité brésilienne située dans l'État du Tocantins.